# Anders Leopold
Anders Leopold Elmquist, född 18 augusti 1937 i Eringsboda, död 1 augusti 2021 Puerto de la Cruz på Teneriffa, var en svensk journalist, författare och privatspanare runt Palmemordet. Han har framförallt använt pseudonymen Anders Leopold.
Gällande Palmemordet menade han att Olof Palme mördades av en internationell konspiration med bland annat säkerhetstjänsterna  Dirección de Inteligencia Nacional (Chile), CIA (USA) och Sydafrikas hemliga polis inblandade. Anledningen skulle bland annat vara att stoppa kritiken mot militärjuntan i Chile och apartheidregimen i Sydafrika samt att förhindra ett avslöjande av Iran-Contras-affären. En av de inblandade i utförandet av mordet skulle vara den så kallade 33-åringen, Victor Gunnarsson.

### Som medförfattare
- Ramsby, Åge; Elmquist Anders Leopold (1978). Men män då ---: röster från män om kvinnor och sex (1. uppl.). Lund: Cavefors. Libris 7402059. ISBN 91-504-0692-2

- Wingren, Börje; Leopold Anders (1993). Han sköt Olof Palme. Stockholm: Tiden. Libris 7421987. ISBN 91-550-4028-4